# Memmingen
Memmingen (pronunciación en alemán: /ˈmɛmɪŋən/ⓘ) es una ciudad de Alemania, ubicada en la región de Suabia, en el oeste del estado federado de Baviera. A su vez, está junto al límite fronterizo de Baden-Wurtemberg. Está situada a orillas del río Iller. 
Se trata de una ciudad medieval, de una arquitectura muy bien conservada, con numerosos edificios patricios y construcciones de estilo barroco, típicas del sur del país. Se encuentra en un cruce de caminos, y es considerada la puerta a la región de Algovia.

## Geografía
La ciudad está situada en una antigua meseta glaciar, junto al río Illner. Tiene unos suelos arenosos muy fértiles, con zonas arcillosas y de gravas. En algunas zonas del municipio, hay un bajo nivel freático, lo que permite que surjan numerosos arroyos y fuentes de agua.
Memmingen está situada en una confluencia de caminos. Se encuentra a 50 km al sur de Ulm, y a 115 km al suroeste de Múnich.
Clima
La ciudad tiene un claro clima continental. Se encuentra en una zona húmeda, con abundante precipitación a lo largo del año. Las temperaturas en verano suelen tener una media de 24 °C de máxima y 12 °C de mínima. En invierno, la media está entre los 2 °C de máxima y los -5 °C de mínima. La situación donde está, hace que sea bastante común la formación de densas nieblas, sobre todo en meses de otoño.

## Historia
En 1802 durante las guerras Napoleónicas, Memmingen, ciudad imperial libre, pasa a formar parte de Baviera.
Tras el final de la Segunda Guerra Mundial en que la región fue severamente bombardeada por los aliados, Memmingen experimentó un rápido desarrollo económico que le permite disfrutar en la actualidad de un elevado nivel de vida.

## Economía
Son varias la PYMEs que se han establecido en Memmingen durante las últimas dos décadas gracias al apoyo del gobierno federal y la Unión Europea (UE).

## Transportes
Carretera
Memmingen se encuentra en un cruce de carreteras, bien conectado con la región. Así en la ciudad confluye el cruce de autopistas entre la A-7, que conecta Ulm-Füssen-Austria, con la A-96, que conecta Múnich-Lindau-Suiza.
Ferrocarril
La estación de Memmingen, recientemente renovada, conecta líneas como la Múnich-Zúrich o la Ulm-Oberstdorf.
Aviación
El aeropuerto de Memmingen fue durante décadas una base militar de la Luftwaffe. En el año 2004 se abre una pequeña terminal para vuelos comerciales, sin mucho éxito inicial. A partir del 2007, comienzan a abrir numerosas líneas aéreas de bajo coste, con compañías como TuiFly o Ryanair como principales operadoras. Hoy día mueve casi un millón de pasajeros anuales, con conexiones internacionales a varios países, principalmente España, Italia, Turquía, Suecia o Reino Unido.

## Galería de imágenes

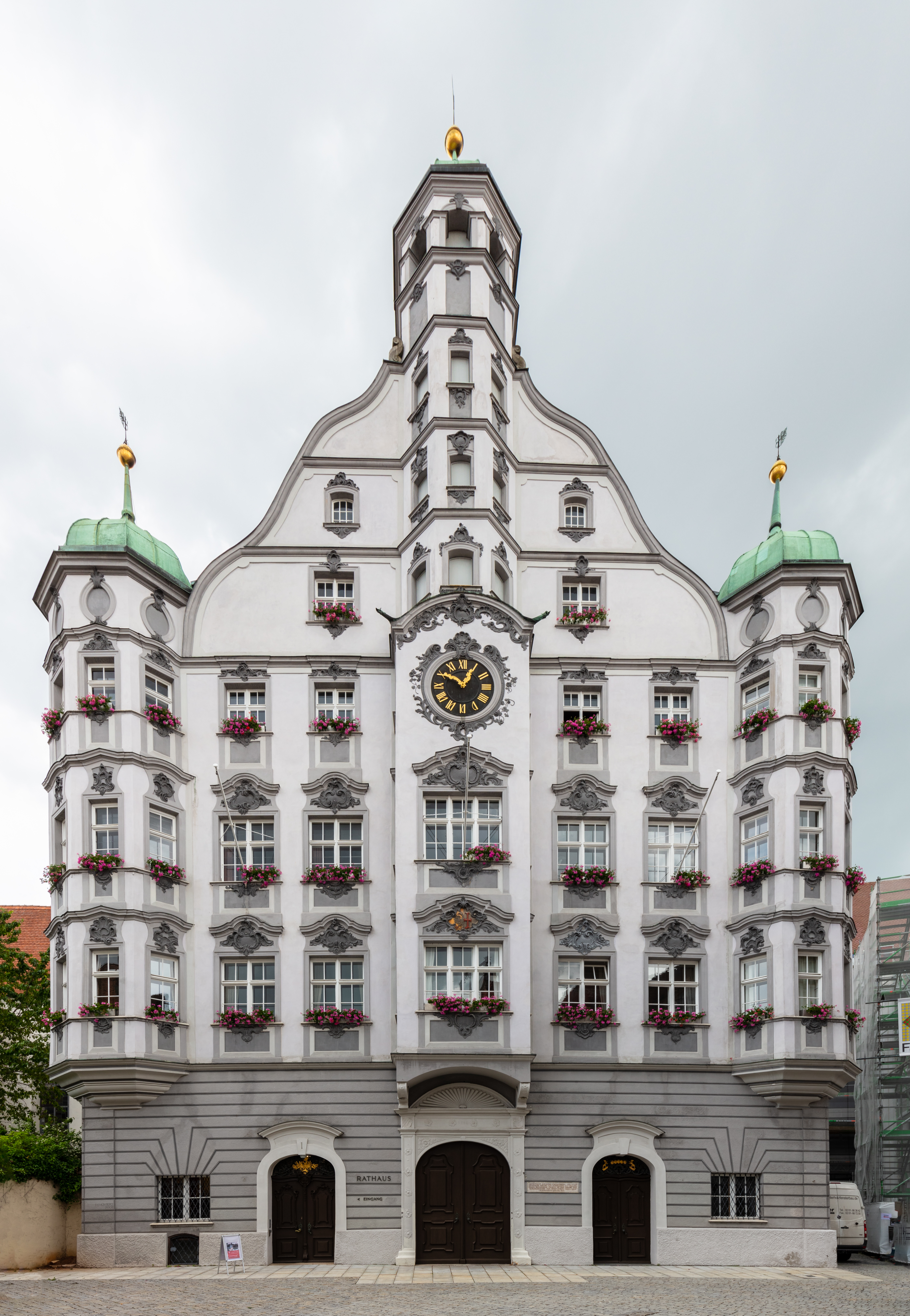
Ayuntamiento.
Plaza del Mercado.
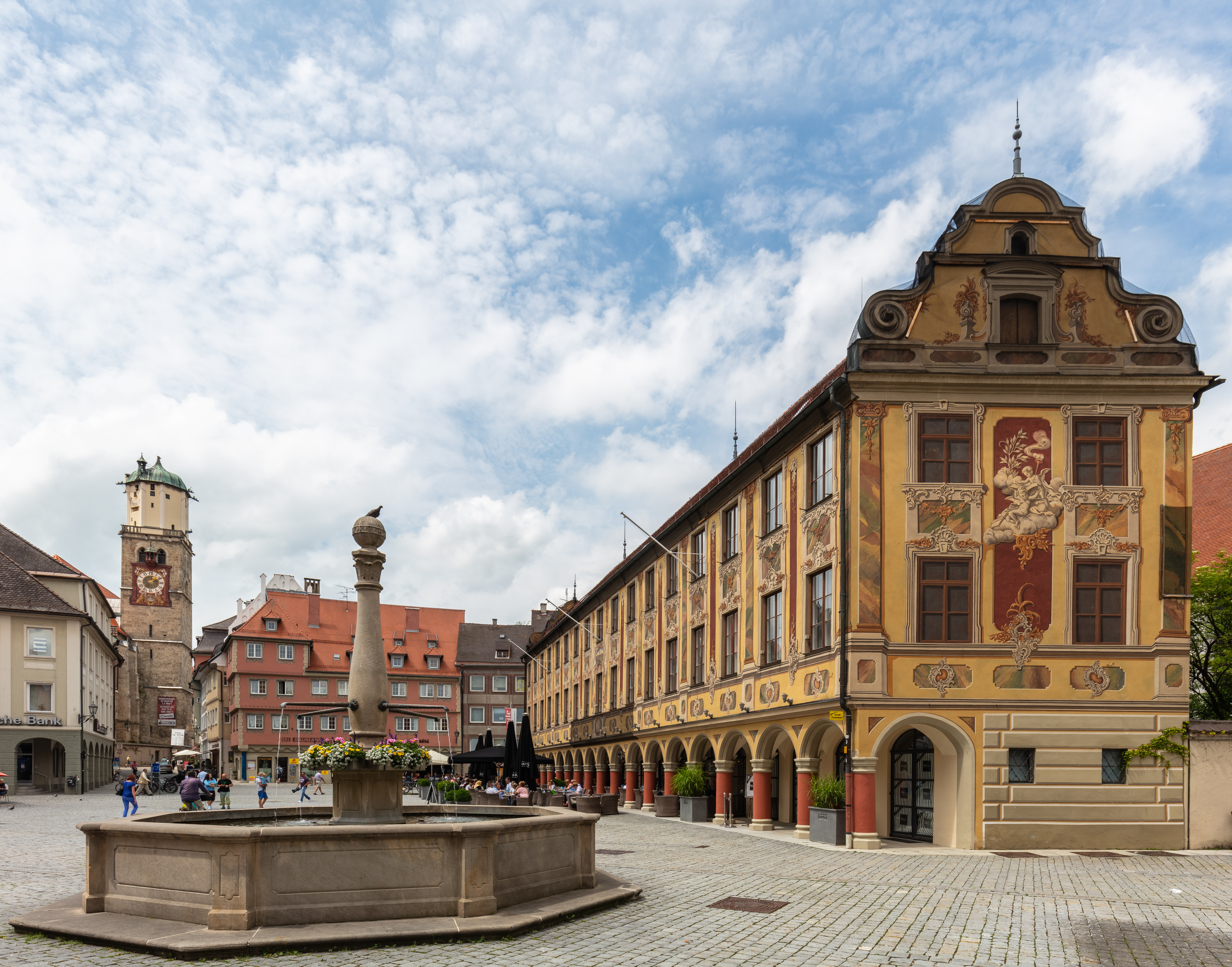
Plaza con el Steuerhaus y la fuente.
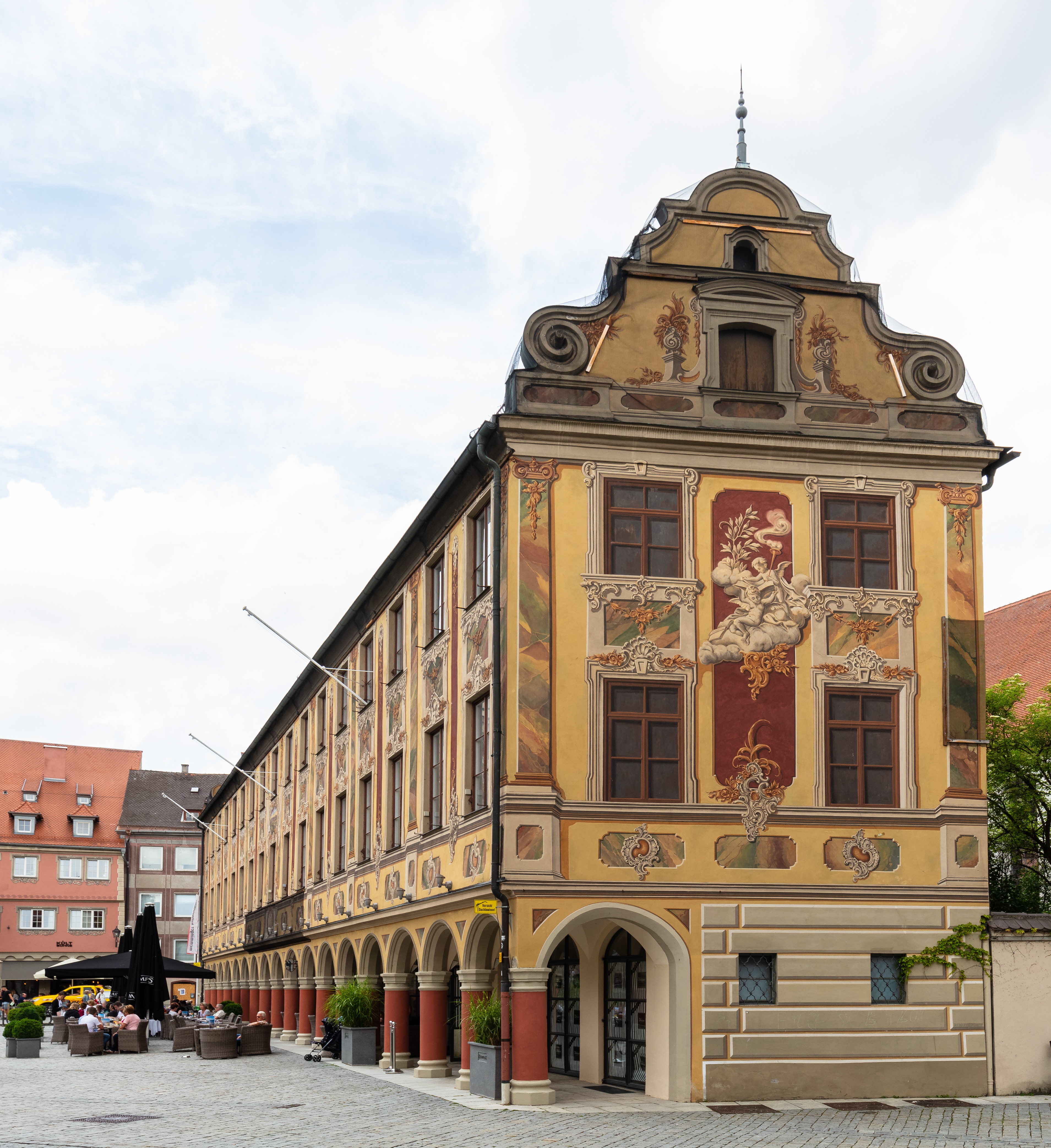
Steuerhaus.
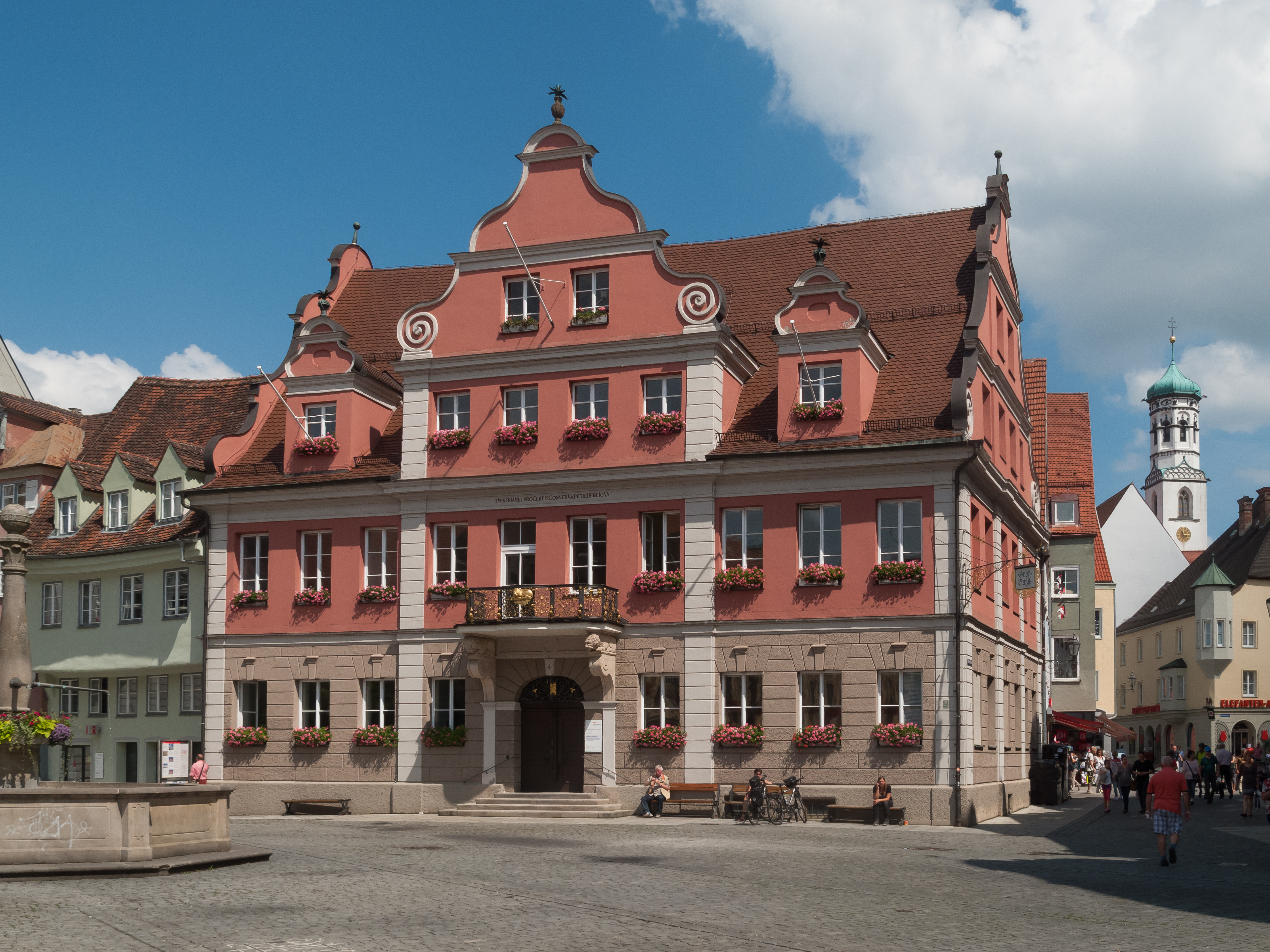
Grosszunft
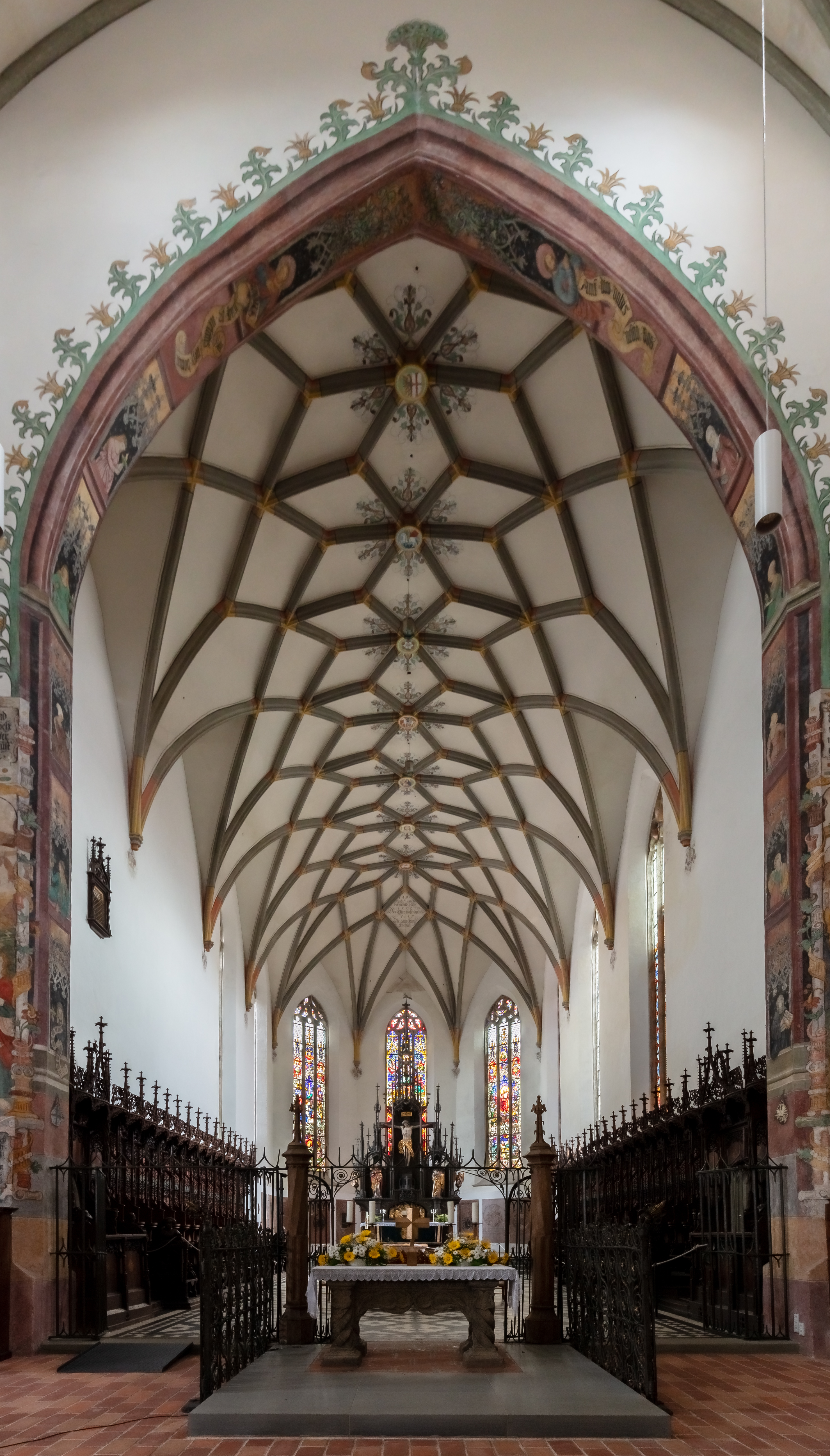
Iglesia de San Martín.